# 每月之書俱樂部
每月之書俱樂部（英語：Book of the Month Club）是美國的一個訂閱制的电子商务服務，每月為其成員提供五本新的精裝書。在2015年年底，為了配合俱樂部成立90周年，俱樂部宣佈重啟目前的活動，並在兩年內俱樂部的會員增加到10萬多人，其增加主因是Y世代女性，並在社交媒體Instagram上超過30萬追蹤。